# Angara-Airlines-Flug 5007
Bei der Notwasserung einer Passagiermaschine vom Typ Antonow An-24 der russischen Fluggesellschaft Angara Airlines mit der Flugnummer 5007 auf dem sibirischen Fluss Ob am 11. Juli 2011 um 11:55 Uhr nahe Streschewoi wurden mindestens sieben der 37 Insassen getötet. Von den übrigen Insassen der Maschine, die sich auf dem Weg von Tomsk nach Surgut befand, wurden mindestens 25 verletzt. Der Rumpf des Flugzeugs hatte der starken Belastung durch den Aufprall auf dem Wasser nicht standgehalten. Zur Notlandung kam es, nachdem eines der beiden Triebwerke der Propellermaschine Feuer gefangen hatte.